# Vol Air Illinois 710
Le 11 octobre 1983, un Hawker Siddeley HS.748 effectuant le vol Air Illinois 710, un vol régional régulier reliant Chicago à Carbondale, avec une escale prévue à Springfield, dans l'Illinois, s'écrase dans un champ près de Pinckneyville, à 40 km de son aéroport de destination, en raison d'une mauvaise gestion par l'équipage d'un problème électrique, tuant sur le coup les sept passagers et trois membres d'équipage à bord. 

## Avion et équipage
L'appareil assurant le vol est un Hawker Siddeley HS.748, un bimoteur court/moyen-courrier de fabrication britannique, immatriculé N748LL (numéro de série 1716) et qui a effectué son premier vol en 1972. Il est équipé de deux turbopropulseurs, de type Rolls-Royce Dart 535-2, et totalise 21 182 heures de vol et 32 350 cycles de vol (décollage/atterrissage) au moment de l'accident.
L'équipage du vol 710 était composé du commandant de bord Lester R. Smith (32 ans) et du copilote Frank S. Tudor (28 ans), ainsi que d'une hôtesse en cabine.

## Accident
Le vol 710 a effectué la liaison entre Chicago et Springfield, dans l'Illinois, sans incident, mais lorsqu'il a atterri à l'aéroport de Springfield (en), le vol a été retardé de 45 minutes. À 20h20 heure locale, l'appareil décolle de Springfield, à destination de l'aéroport régional de Southern Illinois (en), prés de Carbondale.
Environ une minute après le décollage, l'équipage a signalé un « léger problème électrique » au contrôle aérien et a indiqué qu'il le tiendrait informé de l'évolution de la situation.
Une dizaine de minutes après son décollage, le copilote signale au commandant de bord que le générateur électrique gauche a cessé de fonctionner et que celui de droite allait bientôt s'arrêter à son tour. Toutefois, le commandant décide de continuer le vol vers l'aéroport de destination. 
Environ 20 minutes après le décollage, l'équipage a éteint les lumières dans la cabine, mais n'a pas réduit davantage la charge électrique globale de la batterie de l'avion, qui s'épuise finalement, entraînant la défaillance des instruments de vol et des systèmes de navigation et de communication. 
À 20h52, le commandant de bord a décidé de descendre à 2 400 pieds (731 m), tandis que le copilote utilisait une lampe de poche pour déterminer l'emplacement de l'avion, qui est descendu lentement dans une zone rurale vallonnée avant de s'écraser au sol, ne laissant aucun survivant parmi les dix occupants de l'appareil,.
Les débris et la plupart des corps des victimes étaient éparpillés dans un rayon de 402 m autour du site de l’accident. La plus grande partie récupérable de l'avion était la soute à bagages et les roues du train d'atterrissage. 

## Enquête
Le rapport final du Conseil national de la sécurité des transports américain (NTSB) détermine que la cause principale de l'accident du vol 710 réside dans la décision du commandant de bord de poursuivre le vol vers l'aéroport de destination après la perte de l'alimentation électrique des deux générateurs, au lieu de retourner à l'aéroport de départ, ce qui l'a amené à évaluer de manière inadéquate l'autonomie des batteries de l'avion après la perte de puissance des deux générateurs et l'ampleur des risques liés à la poursuite du vol vers l'aéroport de destination. 
Les enquêteurs ont également conclu que le copilote a isolé par erreur le générateur électrique de droite au lieu du gauche, car le générateur droit avait de nombreux antécédents concernant des problèmes de maintenance.
L'incapacité de la direction d'Air Illinois (en) et de la Federal Aviation Administration (FAA) à fournir et à assurer un programme adéquat de formation périodique des équipages de la compagnie aérienne a contribué à l'incapacité du commandant de bord à évaluer correctement l'autonomie de la batterie de l'avion avant de prendre la décision de continuer, et a également conduit à l'incapacité du commandant de bord et du copilote à faire face rapidement et correctement aux dysfonctionnement électrique de l'avion.
L'enquête a également révélé que le commandant de bord, considéré comme étant « moyen » par les autres pilotes d'Air Illinois, n'écoutait pas les commentaires du copilote, était très pressé de retourner à Carbondale après avoir été en service toute la journée et avait l'habitude d'enfreindre les règles de sécurité afin d'arriver à l'heure, allant même jusqu'à désactiver les dispositifs de sécurité afin d'augmenter la vitesse de l'avion au-delà des limites.

## Médias
L'accident a fait l'objet d'un épisode dans la série télévisée Air Crash nommé « Dans le noir complet » (saison 22 - épisode 8).